# Anna Bilotti
Anna Bilotti (Battipaglia, 15 giugno 1982) è una politica italiana, senatrice della XVIII e già deputata della XIX legislatura per il Movimento 5 Stelle.

## Biografia
Nata il 15 giugno 1982 a Battipaglia, ma residente a Giffoni Valle Piana, svolge la professione di avvocata penalista.
Alle elezioni politiche del 2018 viene candidata alla Camera dei deputati, venendo eletta deputata tra le liste del Movimento 5 Stelle (M5S) nella circoscrizione Campania 2.
Nella XVIII legislatura della Repubblica è componente della Giunta delle elezioni, della 13ª Commissione Agricoltura, della 11ª Commissione Lavoro pubblico e privato, e della Commissione parlamentare d'inchiesta sulla morte di Giulio Regeni.
A maggio 2019 risulta seconda nella classifica tra i deputati più presenti in Parlamento, secondo l'associazione Openpolis, con 3 494 votazioni alla Camera su un totale di 3 497 (99,91%).
L'11 dicembre 2021 diventa componente del Comitato per la Sicurezza del Movimento 5 Stelle.
Alle elezioni politiche anticipate del 2022 viene candidata al Senato della Repubblica, tra le liste del Movimento 5 Stelle nel collegio plurinominale Campania - 02 in seconda posizione, venendo eletta senatrice subentrando al capolista Stefano Patuanelli che opta per il collegio Lazio 02.